# 脱氢胆酸
脱氢胆酸（英語：Dehydrocholic acid）是一种合成胆汁酸，由胆酸氧化反应而来，甾环上所有三个羟基都被氧化为羰基，可作为胆液排泄增多剂，增加胆汁输出以减少胆汁酸负荷。